# Recordando A Felipe Pirela
Recordando A Felipe Pirela es el cuarto álbum de estudio solista del cantante puertorriqueño Héctor Lavoe. Fue lanzado en 1979 bajo el sello discográfico Universal Music Group y contó con la producción de Willie Colón, quien ya había trabajado previamente con Lavoe. El álbum fue en homenaje al cantante venezolano Felipe Pirela.

## Antecedentes
Héctor Lavoe era un gran admirador de Felipe Pirela como persona y artista, y desde la muerte de este último, Lavoe había tenido el deseo de expresar su admiración y respeto por este. De los más de 30 álbumes de estudio de Pirela, Lavoe eligió unas pocas de las canciones más representativas del cantante de bolero para interpretar en el álbum.
Para Lavoe fue un reto muy grande dentro de su carrera el cantar boleros, sobre todo siendo estos de Pirela.

## Lista de canciones
| N.º   | Título               | Letras                               | Duración |  |
| 1.    | «Sombras Nada Más»   | José M. Cortusi, Francisco J. Lomuto | 4:04     |  |
| 2.    | «Vieja Carta»        | Salvador Flores                      | 2:55     |  |
| 3.    | «El Infierno»        | Mario C. De Jesús                    | 4:52     |  |
| 4.    | «La Retirada»        | José A. Jiménez                      | 3:22     |  |
| 5.    | «Pobre Del Pobre»    | Adolfo Salas                         | 4:30     |  |
| 6.    | «El Retrato De Mamá» | Marujita Falero, Carlos A. Russo     | 5:16     |  |
| 7.    | «Sin Explicaciones»  | D.R                                  | 3:11     |  |
| 8.    | «Castigo»            | Edmundo Arias                        | 3:16     |  |
| 31:26 |                      |                                      |          |  |

## Créditos
- Jorge Calandrelli: arreglos (4, 5).
- William A. Colón: mezcla, producción.
- Louie Cruz: arreglos (7).
- Jon Fausty: ingeniería de sonido, producción.
- Carlos A. Franzetti: arreglos (1, 2, 3, 6).
- Gennaro Masucci: producción.
- Héctor J. Pérez: voz.